# 長野県道442号諏訪箕輪線

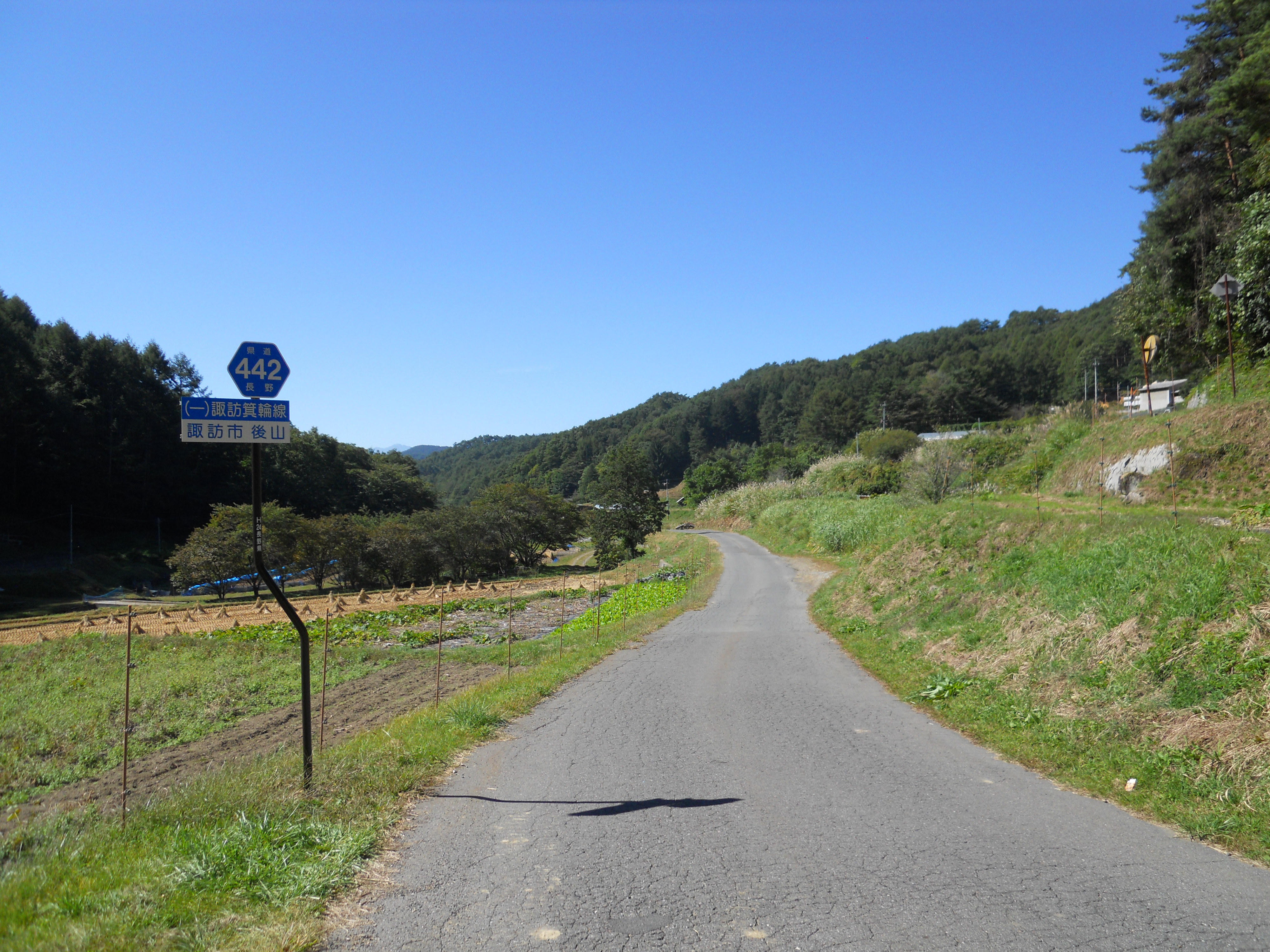
諏訪市後山

長野県道442号諏訪箕輪線（ながのけんどう442ごう すわみのわせん）は、長野県諏訪市と同県上伊那郡箕輪町を結ぶ一般県道。沿線のもみじ湖（箕輪ダム）周辺は紅葉の名所として、最盛期には交通量も多い。

## 概要
認定当初は諏訪市湖南の長野県道16号岡谷茅野線との交点が起点で、真志野峠を越えて箕輪町に至る路線であったが、現在は区域の変更によって有賀峠が起点となっている。有賀峠から旧路線に至る道路はほぼ1.5車線が確保されているが、旧来の後山地区からもみじ湖までの区間はすれ違いもままならない箇所も多い。箕輪町内に入りもみじ湖（箕輪ダム）から終点の区間はおおよそ道路の整備がされており、対向に不自由する区間は少ないが、紅葉の最盛期には観光バスも多数通行するため渋滞となりやすい。

### 路線データ
- 起点：諏訪市（有賀峠、長野県道50号諏訪辰野線交点）
- 終点：上伊那郡箕輪町（長野県道19号伊那辰野停車場線）

## 通過する自治体
- 長野県
  - 諏訪市 - 上伊那郡箕輪町

## 接続・交差する道路
- 長野県道50号諏訪辰野線
- 長野県道19号伊那辰野停車場線 (箕輪町東箕輪)

## 周辺
- 箕輪ダム